# Phostria euagra
Phostria euagra is een vlinder uit de familie van de grasmotten (Crambidae). De wetenschappelijke naam van de soort is voor het eerst gepubliceerd in 1875 door Cajetan Freiherr von Felder, Rudolf Felder en Alois Friedrich Rogenhofer.
De soort komt voor in Costa Rica en Brazilië (Amazonas).